# Ileana (okręg Buzău)
Ileana – wieś w Rumunii, w okręgu Buzău, w gminie Glodeanu Sărat. W 2011 roku liczyła 490 mieszkańców.